# Шаповал Володимир Григорович
Шаповал Володимир Григорович (3 квітня 1954) — український учений у галузі механіки ґрунтів, основ, фундаментів та геотехніки. Доктор технічних наук, професор, академік Будівельної АН України

## Біографія
Народився в м. Дніпропетровськ. Трудову діяльність почав у 1971 р. в м. Дніпропетровськ. Служив в армії. У 1980 р. закінчив Дніпропетровський будівельний інститут. Доктор технічних наук (1997). З 2000 р. — професор кафедри основ і фундаментів, у 2011 р. завідувач кафедри гідравліки, з 2012 р. професор кафедри будівництва, геотехніки та геомеханіки у Національному гірничому університеті (НГУ).
Читає курси лекцій з механіки ґрунтів, основ та фундаментів, обстеження та реконструкції будівель та споруд, комп'ютерного проектування в будівництві.

## Наукова діяльність
Фахівець у галузі механіки ґрунтів, основ та фундаментів, зокрема теорії повзучості та фільтраційної консолідації ґрунту, його міцності та стійкості.
Автор отриманих із застосуванням фундаментальних співвідношень термодинаміки незворотних процесів нових теоретичних результатів у галузі теорії взаємозв'язаної фільтраційної консолідації, зокрема рівнянь стану, що описують напружено — деформований стан пружної вагомої водонасиченої анізотропної основи та їх узагальнення на випадок моделі водонасиченої ґрунтової основи що має властивості повзучості та накопичення незворотних деформацій при її завантаженні-розвантаженні.
Автор алгоритму побудови нових точних загальних рішень задач теорії взаємозв'язаної фільтраційної консолідації в рамках моделі ґрунту що має властивості повзучості та накопичення незворотних деформацій основи при її завантаженні — розвантаженні.
Автор нових точних рішень фундаментальних задач про довільне вертикальне навантаження на границі вагомого та невагомого водонасиченого напівпростору що має властивості повзучості та накопичення незворотних деформацій основи при її завантаженні — розвантаженні.
Автор нової методики визначення пружних та реологічних властивостей водонасичених ґрунтів що володіють властивостями повзучості та накопичення незворотних деформацій основи при її завантаженні — розвантаженні, яка не потребує умовного розділення процесу консолідації ґрунту на «первинну» та «вторинну».
Автор понад 100 наукових праць, зокрема 8 монографій і підручників. Член трьох спеціалізованих вчених рад. Член Міжнародного товариства з механіки ґрунтів та інженерної геології (ISSMGE), а також Українського товариства з механіки ґрунтів, геотехніки та фундаментобудування.

## Основні публікації
1. Швец В. Б., Шаповал В. Г., Петренко В. Д. и др. Фундаменты промышленных, гражданских и транспортных сооружений на слоистых ґрунтовых основаниях. Монография.– Днепропетровск: Новая идеология, 2008—274 с.
2. Шаповал В. Г. Моркляник Б. В. Основания и фундаменты тепловых насосов: Монография.-Львов. Сполом. 2009 — 64 с.
3. Шаповал А. В., Шаповал В. Г. Теория взаимосвязанной фильтрационной консолидации: Монография.- Днепропетровск: Пороги, 2009.-311 с.
4. Шаповал В. Г., Нажа П. Н., Шаповал А. В. Особенности взаимодействия весомого водонасыщенного основания с расположенными на нем зданиями и сооружениями: Монография.- Днепропетровск: Пороги, 2010.- 251 с.
5. А. В. Шаповал, Б. В. Моркляник, В. С. Андреев, В. Г. Шаповал, В. И. Кабрель Напряженно — деформированное состояние ґрунтового полупространства, внутри которого приложена осесимметричная распределенная нагрузка: Монография.– Днепропетровск: Пороги, 2011 — 94 с.
6. Шаповал В. Г., Моркляник Б. В. Температурные поля в основаниях тепловых насосов. Монография. Днепропетровск: Пороги, 2011—123 с
7. Шаповал В. Г. Общее решение динамической задачи теории взаимосвязанной фильтрационной консолидации при осевой симметрии // II Украинская научно-техническая конференция по механике ґрунтов и фундаментостроению. — Полтава, 1995. — С. 14-16.
8. Шаповал В. Г. Методика определения реологических свойств водонасыщенных ґрунтовых оснований // II Украинская научно-техническая конференция по механике ґрунтов и фундаментостроению. -Полтава, 1995. — С. 26-28.